# Kristaps Valters
Kristaps Valters (Riga, Letonia, 18 de septiembre de 1981) es un jugador letón de baloncesto. Juega de base actualmente para el BK Valmiera.
Kristaps es hijo de Valdis Valters, uno de los mejores jugadores con los que contaba el equipo de la URSS a principios de los años 80. Valters se formó como jugador en las categorías inferiores del ASK Broceni Riga y debutó muy joven en la liga letona.
Kristaps es un jugador que destaca por su rapidez y capacidad anotadora. Es letal desde la línea de 3, y también penetrando. En Fuenlabrada demostró su habilidad para jugar el pick’n roll, entendiéndose muy bien con Antonio Bueno y Gustavo Ayón. Su punto débil es la defensa y que en ocasiones toma decisiones demasiado precipitadas que afectan negativamente al juego colectivo.
El 1 de julio de 2011 ficha por el Unicaja Málaga, pudiendo jugar así la Euroliga.
En la temporada 2012-2013 tras salir del Unicaja Málaga, firma un contrato temporal de 2 meses con el Artland Dragons alemán (donde jugó también Eurocup) por lesión del base que actualmente milita en la Penya Demond Mallet. 
El 26 de noviembre de 2012 tras finalizar su contrato temporal firma para lo que resta de temporada y la siguiente con Mad-Croc Fuenlabrada, volviendo a la que fue su casa en las temporadas 2008-2009 y 2010-2011.
Al terminar la liga ACB 2012-13 el jugador se desvincula del equipo rescindiendo el contrato de un año que el club y el jugador tenían pactado.
En 2013 firma con el Aykon TED Kolejliler Ankara (12 puntos y 4.3 asistencias)  donde brilló jugando al lado del pívot Vladimir Golubovic. Al acabar la temporada tuvo un fichaje frustrado por el Panathinaikos y el letón decidió volver a su país para jugar en el BK Barons Kvartāls. 
En diciembre de 2014 el exjugador ACB vuelve a Turquía para firmar por el Türk Telekom B.K..

## Selección nacional
Ha sido internacional con la Selección de baloncesto de Letonia. Con el equipo nacional de Letonia ha disputado los Eurobasket de 2001, 2003 y 2005.

## Clubes
- Antalya Büyükşehir Belediyesi (Türkiye Basketbol Ligi): 2000-01
- Broceni Riga/BK Skonto Riga (LBL/BBL): 2001-2003
- Panionios BC: 2003
- Broceni Riga/BK Skonto Riga (LBL/BBL): 2003-2004
- EWE Baskets Oldenburg 2004-2006
- Amatori Snaidero Udine (LEGA): 2006-2007
- Triumph Lyubertsy 2007-2008
- Alta Gestión Fuenlabrada (ACB): 2008-2009
- DKV Joventut (ACB): 2009-2010
- Baloncesto Fuenlabrada (ACB): 2010-2011
- Unicaja Málaga (ACB): 2011-2012
- Artland Dragons (BBL): 2012
- Mad-Croc Fuenlabrada (ACB): 2012-2013
- Aykon TED Kolejliler Ankara (Türkiye Basketbol Ligi): 2013-2014
- BK Barons Kvartāls : 2014
- Türk Telekom B.K. (Türkiye Basketbol Ligi): 2014-2017
- BK Valmiera (LBL/BBL): 2017-